# Filip Kuba
Filip Kuba, född 29 december 1976 i Ostrava, dåvarande Tjeckoslovakien, är en tjeckisk före detta professionell ishockeyspelare. Kuba avslutade sin karriär i NHL-laget Florida Panthers där han spelade som back. Han har tidigare spelat för Minnesota Wild, Tampa Bay Lightning och Ottawa Senators i NHL.